# Nordwestgriechen

Verbreitungsgebiet der griechischen Dialekte. Nordwestgriechische Dialekte in Braun

Als Nordwestgriechen wird von der historischen Forschung eine Gruppe von Stämmen der antiken Griechen bezeichnet, die einen eigenen Dialekt des Altgriechischen sprachen. Zusammen mit dem dorischen Dialekt wird sie auch zur dorisch-nordwestgriechischen Dialektgruppe zusammengefasst bzw. neuerdings dem dorischen Dialekt selbst zugerechnet. Der Terminus Nordwestgriechen ist ein modernes Konstrukt, um diese nicht mit einem anderen Namen benennbare griechische Gruppe zu kennzeichnen. Ihre Kultur ist nur unzureichend bekannt, möglicherweise bildeten sie nicht einmal eine heterogene Einheit. In der Neuzeit gab es immer wieder Bestrebungen einzelner Gruppen, diesen Terminus missbräuchlich auf die heutige Situation auf dem Balkan anzuwenden.
Diese Dialektgruppe ist schon seit der vorklassischen Zeit beschrieben. Einzelne nordwestgriechische Stämme bewohnten in klassischer Zeit die historischen Gebiete Achaia, Elis, Aitolien, Akarnanien, Lokris, Phokis und Phthiotis. Vermutlich lebten die Nordwestgriechen wie die Dorer während der Späten Bronzezeit in den Randgebieten der mykenischen Kultur. Nach der These von der Dorischen Wanderung drangen sie erst später und weniger weit in den südlichen Balkan vor und verharrten teilweise noch in bäuerlichen und nomadischen Gesellschaftsformationen, als die Griechen weiter südlich bereits erste Stadtstaaten, Territorialherrschaften, Pflanzstädte ("Kolonien" im antiken Sinn) und Thalassokratien bildeten. Sie siedelten also abseits der Gebiete, in denen die kulturelle Entwicklung und die Blüte des Griechentums vollzogen wurde. Die wenigen Gruppen, die über den Golf von Korinth hinausdrangen, siedelten sich in Böotien und Thessalien an, wo sie sich mit der einheimischen Bevölkerung vermischten.
Im geographischen Sinne kann man auch Makedonen, Epiroten und Thessalier als Nordwestgriechen bezeichnen, eine Definition, die jedoch von der heutigen Ausbreitung der griechischen Sprache auf dem Balkan ausgeht. Es ist unbekannt, ob in klassischer Zeit in Makedonien ein nordwestgriechischer Dialekt gesprochen wurde. Das spätere in der Literatur verwendete Dorisch gibt keine Anhaltspunkte für eine Verbreitung der Sprache. Anders Inschriften, die in unterschiedlicher Häufung in einzelnen Teilen des Verbreitungsgebietes gefunden wurde. Der nordwestgriechische Teil der dorisch-nordwestgriechischen Dialektgruppe nimmt dort einen besonderen Platz ein und weist größere Gemeinsamkeiten mit dem Elischen  auf.